# Biblioteka Pergamońska
Biblioteka Pergamońska – największa po Bibliotece Aleksandryjskiej książnica starożytna w Pergamonie. Została założona przez króla Attalosa I Sotera w 2. połowie III wieku p.n.e. w Azji Mniejszej jako warsztat pracy dla artystów i uczonych gromadzących się przy dworze. Gmach biblioteki zbudował Eumenes II. Ruiny biblioteki odsłoniły wykopaliska Carla Humanna w roku 1878. Biblioteka zajmowała cztery pomieszczenia, w tym w jednym było zapewne skryptorium. Biblioteka nie posiadała czytelni (ówczesnym zwyczajem recytowano tekst na głos przechadzając się po krużganku). Zbiory klasyfikowano według zasad ustalonych przez Kratesa z Mallos na podstawie Pinakes Kallimacha.
Ze względu na rywalizację między bibliotekami aleksandryjską i pergamońską władca Aleksandrii z II w. p.n.e., Ptolemeusz V Epifanes próbował zahamować wzrost tej Biblioteki poprzez ograniczenie eksportu papirusu. Według Pliniusza Starszego, król Pergamonu Eumenes II (195–158 p.n.e.) został zmuszony do szukania nowego materiału. Najprawdopodobniej właśnie w Pergamonie udoskonalono wtedy znacznie metody produkcji pergaminu, przez co stał się on jego ważnym ośrodkiem produkcji. Informacje Pliniusza nie są jednak potwierdzone, a Pergamon był wtedy najważniejszym ośrodkiem kultury helleńskiej, stąd może rozpowszechnienie przez Pergamon tego nowego podłoża.
Biblioteka istniała jeszcze w II w. n.e., mimo że w I w. p.n.e. ok. 200 tysięcy zwojów zabrał Antoniusz dla Biblioteki Aleksandryjskiej.